# سو موریتا
سو موریتا (انگلیسی: So Morita؛ زادهٔ ۱۴ مهٔ ۱۹۹۲) بازیکن فوتبال اهل ژاپن است.
از باشگاه‌هایی که در آن بازی کرده‌است می‌توان به باشگاه فوتبال ساگان توسو اشاره کرد.